# Eclissi solare del 24 febbraio 1933
L'eclissi solare del 24 febbraio 1933 è un evento astronomico che ha avuto luogo il suddetto giorno attorno alle ore 12.46 UTC. 
L'eclissi, di tipo anulare, è stata visibile in alcune parti dell'Africa (Congo, Etiopia, Gibuti e Sudan), dell'Antartide, del Medio Oriente (Yemen).
L'eclissi è durata 1 minuto e 32 secondi.

## Visibilità e percorso
L'eclissi solare è passata attraverso Cile, Argentina, Africa occidentale portoghese, Africa equatoriale francese, Congo belga, Sudan britannico-etiope, Etiopia, Somalia francese, Eritrea italiana, Regno Mutawakkilita dello Yemen, il Protettorato di Aden e la provincia di Aden nell'India britannica. L'eclissi solare parziale ha coperto l'America centrale e meridionale, la maggior parte dell'Africa e parti delle aree circostanti.
L'eclissi si è manifestata all'alba nel Pacifico sud-orientale, a ovest della costa meridionale del Cile, a circa 460 chilometri al largo nell'oceano; la pseudo umbra lunare si è diretta ad est attraverso il Sud America e a sud nel Sud Atlantico per poi dirigersi gradualmente a nord-est verso l'isola di Sant'Elena, passandole a sud-est a circa 650 km. In seguito la pseudo umbra attraversò obliquamente l'Africa centrale, attraversò lo Stretto di Bab el-Mandeb, oltrepassò la penisola arabica sud-occidentale e terminò al tramonto locale nel Golfo di Aden a circa 110 chilometri a sud della costa orientale del Protettorato di Aden.

## Eclissi correlate

### Eclissi solari 1931 - 1935
Questa eclissi è un membro di una serie semestrale. Un'eclissi in una serie semestrale di eclissi solari si ripete approssimativamente ogni 177 giorni e 4 ore (un semestre) a nodi alternati dell'orbita della Luna. 

### Ciclo di Saros 129
L'eclissi fa parte del ciclo di Saros 129, che si ripete ogni 18 anni, 11 giorni e comprende 80 eventi. La serie è iniziata con un'eclissi solare parziale il 3 ottobre 1103. Contiene eclissi anulari dal 6 maggio 1464 al 18 marzo 1969, eclissi ibride dal 29 marzo 1987 al 20 aprile 2023 ed eclissi totali dal 30 aprile 2041 al 26 luglio 2185. La serie termina al membro 80 come eclissi parziale il 21 febbraio 2528. La durata più lunga tra le eclissi totali di questo ciclo sarà di 3 minuti e 43 secondi il 25 giugno 2131. Tutte le eclissi di questa serie si verificano nel nodo ascendente della Luna